# Диметилтерефталат
Диметилтерефталат (ДМТ; англ. Dimethyl terephthalate) — органічна сполука з формулою C6H4(COOCH3)2. Диестер утворений із терефталевої кислоти та метанолу. Біла тверда речовина, прозора рідина при розплавленні.

## Виробництво
Диметилтерефталат (ДМТ) виробляється різними способами. Звичайним і все ще комерційно виправданим способом є пряма естерифікація терефталевої кислоти. Альтернативно він може бути отриманий шляхом зміни окислення і покрокової метилової естерифікації із пара-ксилену з допомогою метил пара-толуату (ПТ).

### Диметилтерефталат (ДМТ) (процес Віттена)
Загальний спосіб отримання ДМТ з пара-ксилену та метанолу є багатоступеневим процесом, що включає як окислення, так і естерифікацію. Суміш пара-ксилену та метил пара-толуату окислюється повітрям у присутності каталізаторів кобальту та марганцю. Кислотну суміш, отриману в результаті окислення, естерифікують метанолом, отримуючи суміш складних естерів. Суміш сирого естеру переганяється для видалення всіх утворених залишків; легші естери переробляються в секції окислення. Потім необроблений ДМТ направляється в секцію кристалізації для видалення ізомерів ДМТ, залишкових кислот та ароматичних альдегідів.
Окислення метил пара-толуату з наступною естерифікацією також дає диметилтерефталат (ДМТ), як показано в реакції нижче:
Виробництво ДМТ шляхом прямої естерифікації
За наявності високочистої терефталевої кислоти ДМТ можна виготовити окремим способом шляхом естерифікації метанолом до диметилтерефталату, який потім очищають дистиляцією:
C8H6O4 + 2CH3OH → C10H10O4 + 2 H2O
при наявності орто-ксилену при 250—300 ° С

## Використання
ДМТ використовується у виробництві складних поліестерів, включаючи поліетилентерефталат (ПЕТ), політриметилентерефталат (ПТТ) та полібутилентерефталат (ПБТ). Він складається з бензену, заміщеного карбоксиметильними групами (CO2CH3) у положеннях 1 та 4. Оскільки ДМТ є летким, він є проміжним продуктом у деяких схемах повторної переробки ПЕТ, наприклад, із пластикових пляшок.
Гідрування DMT дає диол циклогександиметанол, який є корисним мономером.